# Johnsburg (Nueva York)
Johnsburg es un pueblo ubicado en el condado de Warren en el estado estadounidense de Nueva York. En el año 2000 tenía una población de 2,450 habitantes y una densidad poblacional de 4.6 personas por km².

## Geografía
Johnsburg se encuentra ubicado en las coordenadas 43°38′36″N 74°0′15″O / 43.64333, -74.00417.

## Demografía
Según la Oficina del Censo en 2000 los ingresos medios por hogar en la localidad eran de $30,559, y los ingresos medios por familia eran $37,540. Los hombres tenían unos ingresos medios de $27,064 frente a los $20,862 para las mujeres. La renta per cápita para la localidad era de $16,740. Alrededor del 17.7% de la población estaban por debajo del umbral de pobreza.